# Майнрад II Гогенцоллерн-Зигмаринген
Майнрад II (Майнрад Карл Антон) фон Гогенцоллерн-Зигмаринген (1 ноября 1673, Зигмаринген — 20 октября 1715, Зигмаринген) — владетельный князь Гогенцоллерн-Зигмаринген (1689—1715).

## Биография
Родился в замке Зигмаринген, столице княжества. Старший сын Максимилиана I Гогенцоллерна-Зигмарингена (1636—1689), 3-го князя Гогенцоллерн-Зигмарингена (1681—1689), и Марии Клары (1635—1715), дочери графа Альберта фон Берг-Херенберг.
13 августа 1689 года после смерти своего отца Максимилиана 15-летний Майнрад Карл Антон унаследовал княжеский престол в Зигмарингене. В это время он был еще несовершеннолетним и первоначально находился под опекой своей матери Марии Клары и дядя Франца Антона, графа Гогенцоллерн-Хайгерлоха.
Принц учился в университете Ингольштадта (в 1678—1679 годах), затем поступил на службу в австрийскую армию. Участвовал в битве при Вене (1683) во время Великой Турецкой войне и в Войне Аугсбургской лиги против Франции (1688—1697).
В 1692 году император Священной Римской империи Леопольд I Габсбург назначил Майнрада Гогенцоллерна-Зигмарингена имперским князем при условии, что он и его потомки не увеличивали численность имперских князей путём дальнейшего дробления своего княжества. В 1695 году Майнрад II заключил с курфюрст Бранденбургским Фридрихом I договор о наследовании. В случае угасания Швабской или Бранденбургской линий Гогенцоллернов их владения должна была унаследовать действующая линия Гогенцоллернов.
В 1702 году в битве при Фридлингене погиб Франц Антон Гогенцоллерн-Зигмаринген (1757—1702), граф Гогенцоллерн-Хайгерлох (1681—1702), дядя князя Майнрада. Его сыновья Фердинанд Леопольд и Франц Антон избрали ля себя духовную карьеру, но сохранили за собой титулы графов Гогенцоллерн-Хайгерлох. А графство Гогенцоллерн-Хайгерлох перешло под контроль княжества.
В Войне за Испанское наследство принц Майнрад Гогенцоллерн-Зигмаринген служил в 1702 году под командование принца Баденского в Нидерландах. Затем участвовал в боях в Баварии (1703) и Венгрии (1704). В это время дети князя находились в Зигмарингене. После вторжения французских войск в Швабию князь из соображений безопасности перевез свою семью в Вену. После подписания Раштаттского мира в 1714 году князь с семьей вернулся в Зигмаринген.
В правления князя Майнрада в 1702 году стали работать доменные печи в Laucherthal (сейчас район Зигмарингена). Ныне доменные печи принадлежат компании «Zollern GmbH», которая частично находится в руках потомков Гогенцоллернов.

## Семья и дети
22 ноября 1700 года в Зигмарингене женился на Иоханне Катарине (1678—1759), дочери графа Иоганна Антония I фон Монфорт-Теттнанга. У них было четверо детей:
- Иосиф Фридрих Эрнст (1702—1769), князь Гогенцоллерн-Зигмаринген (1715—1769). 1-я жена с 1722 года — Мария Франциска фон Эттинге-Шпильберг (1703—1737), 2-я жена с 1738 года — Юдит фон Клозен (1718—1743), 3-я жена с 1743 года — Мария Терезия фон Вальдбург-Траухбург (1696—1761)
- Анна-Мария (1707—1783)
- Франц-Вильгельм (1704—1737), граф ван Берг (1712—1737), женат с 1724 года на графине Марии Катарине фон Вальдбург-Траухбург (1702-17369)
- Карл-Вольфганг (1708—1709)